# Ivan Balikin
Ivan Balikin (en rus Иван Балыкин) (Nàberejnie Txelní, 26 de novembre de 1990) és un ciclista rus, professional des del 2014 i actualment a l'equip Torku Şekerspor.

## Palmarès
- 2013
  - 1r al Trofeu Ciutat de Brescia
- 2014
  - Vencedor d'una etapa al Baltic Chain Tour
- 2015
  - 1r a la Maikop-Uliap-Maikop
- 2017
  - 1r al Gran Premi Oued Eddahab
  - Vencedor d'una etapa al Tour d'Ankara
  - Vencedor d'una etapa al Tour de Bihor-Bellotto
- 2018
  - Vencedor d'una etapa al Tour de Mevlana